# Joe Hooley
Joseph Hooley (Hoyland, 26 dicembre 1938 – Barnsley, gennaio 2021) è stato un allenatore di calcio e calciatore inglese, di ruolo attaccante.

## Carriera

### Giocatore

#### Club
Hooley vestì le maglie di Barnsley, Sheffield United, Workington, Holbeach United, Bradford Park Avenue, Bedford Town, Accrington Stanley e Dover Town.

### Allenatore
Una volta appesi gli scarpini al chiodo, Hooley divenne allenatore. Guidò il Keflavík in due circostanze: nel 1973 e nel 1975. Nel 1974 fu allenatore del Molde, mentre dal 1977 al 1979 fu il tecnico del Lillestrøm. Nel 1981, fu scelto come allenatore del Bodø/Glimt, per essere sostituito nel corso della stagione da Odd Bjørn Kristoffersen. Nel 1984, tornò al Molde.

## Palmarès

### Allenatore

#### Club

##### Competizioni nazionali
- Campionato islandese: 1

Keflavík: 1973
- Coppa d'Islanda: 1

Keflavík: 1975
- Campionato norvegese: 1

Lillestrøm: 1977
- Coppa di Norvegia: 2

Lillestrøm: 1977, 1978